# Prototype
A Prototype egy külső nézetes akciójáték, melyet a Radical Entertainment fejlesztett és az Activision adott ki 2009. június 9-én Észak-Amerikában, 2009. június 12-én pedig Európában.
A játék New York városában játszódik, ahol egy BLACKLIGHT nevű vírus terjeng. Azok, akiket megfertőz, szörnyekké mutálódnak és elpusztítják a még nem fertőzött életformákat.
A főszereplő Alex Mercer aki a vírus miatt kapott különleges képességet. Alexnek elvesznek az emlékei. A főhősnek sok szörnnyel kell megküzdenie.

## Fordítás
- Ez a szócikk részben vagy egészben  a   Prototype (video game) című angol Wikipédia-szócikk ezen változatának fordításán alapul.  Az eredeti cikk szerkesztőit annak laptörténete sorolja fel. Ez a jelzés csupán a megfogalmazás eredetét és a szerzői jogokat jelzi, nem szolgál a cikkben szereplő információk forrásmegjelöléseként.

|  | Ez a videójátékkal kapcsolatos lap egyelőre csonk (erősen hiányos). Segíts te is, hogy igazi szócikk lehessen belőle! |